# Kanab
Kanab je správní město okresu Kane County ve státě Utah. K roku 2000 zde žilo 3 564 obyvatel. S celkovou rozlohou 36,4 km² byla hustota zalidnění 98,1 obyvatel na km².